# Eurípilo (hijo de Télefo)

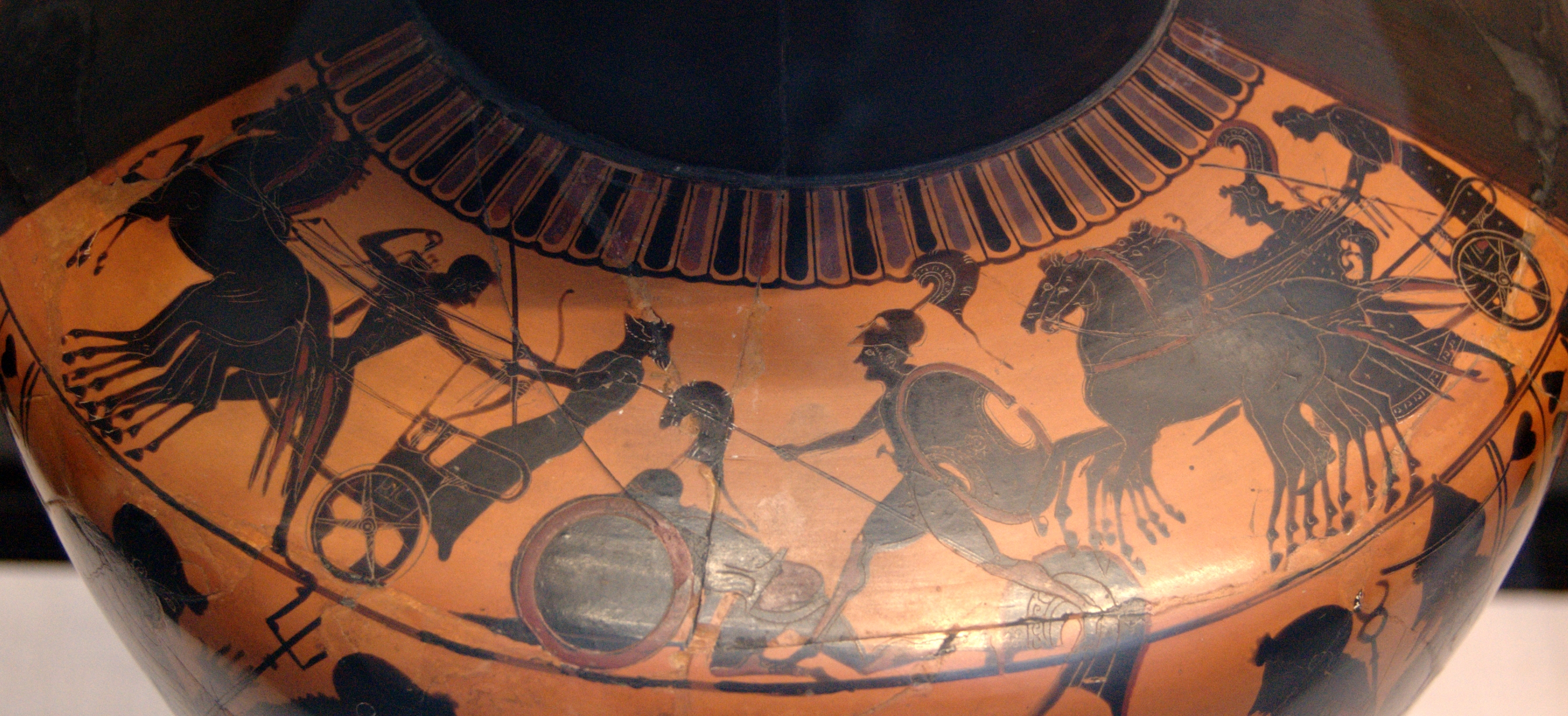
Neoptólemo, tras matar a Eurípilo, persigue a su auriga, ante la oposición de Apolo, que se dispone a arrojar una flecha con su arco. Ánfora ática del Pintor de Antimenes; hacia 510 a. C.

En la mitología griega, Eurípilo (en griego, Εὐρύπυλος), era hijo de Télefo y de Astíoque. Era descendiente de Heracles, príncipe de Misia y sobrino del rey Príamo de Troya. Fue padre de Grino. 
En la guerra de Troya Eurípilo dirigió un contingente de misios —o ceteos, según la Odisea— que formó parte de los aliados de los troyanos. Estrabón sugiere que su territorio se encontraba en la zona del río Caico y que, además de misios, una parte de los cilicios estaba también bajo su mando. Esta alianza se había producido pese a que su padre, Télefo, después de haber sido curado de heridas de guerra por Aquiles, había prometido que ni él ni sus descendientes lucharían en la guerra. Sin embargo, la madre de Télefo, Astíoque, consintió en que su hijo acudiera en ayuda de los troyanos después de haber recibido como regalo una vid de oro, que era la misma que en otra ocasión Zeus había ofrecido al rey troyano Laomedonte a cambio de Ganimedes. En otra versión, el rey Príamo, además de ofrecer regalos a Eurípilo, había prometido que le daría a una de sus hijas, Casandra, en matrimonio.
En esa guerra, Eurípilo mató a Macaón y a Nireo. Mientras intentaba quemar los barcos griegos, fue muerto por Neoptólemo.